# Carnaval em Marte
Carnaval em Marte é um filme brasileiro de comédia musical e ficção científica de 1955. Foi dirigido por Watson Macedo e estrelado por Anselmo Duarte, Ilka Soares, Violeta Ferraz, Humberto Catalano, Pituca, Silva Filho, Zezé Macedo.

## Enredo
Chaveco: Não empurra que é pior.
A história do filme acontece no carnaval do Rio de Janeiro, D. Petrolina (Violeta Ferraz) sonha em ser coroada "Rainha do Carnaval" e todo o movimento do concurso é seguido por ela pelo rádio. Mas tudo muda, quando a transmissão da votação é interrompida para noticiar coisas sobre discos voadores. Petrolina acaba sabendo por Chaveco (Silva Filho), que o dinheiro destinado a ela estava na gafieira. Tomada por uma grande raiva Petrolina vai para o lugar. Arma-se então uma grande confusão, e D. Petrolina acaba ficando desacordada. Como seu subconsciente já estava todo "tomado" pelas notícias de discos voadores, ela sonha que é a "Rainha de Marte".

## Elenco
| Nome              | Personagem |
| ----------------- | ---------- |
| Anselmo Duarte    | Ricardo    |
| Ilka Soares       | Lídia      |
| Violeta Ferraz    | Petrolina  |
| Humberto Catalano | Catarino   |
| Silva Filho       | Chaveco    |
| Zezé Macedo       | Justina    |

## Lançamento
Carnaval em Marte teve sua produção iniciada e finalizada em 1954, no Rio de Janeiro. O seu lançamento no cinema deu-se em 6 de fevereiro de 1955 no Cine Art-Palácio.